# Mouzeuil-Saint-Martin
Mouzeuil-Saint-Martin – miejscowość i gmina we Francji, w regionie Kraj Loary, w departamencie Wandea.
Według danych na rok 1990 gminę zamieszkiwało 1 005 osób, a gęstość zaludnienia wynosiła 39 osób/km² (wśród 1504 gmin Kraju Loary Mouzeuil-Saint-Martin plasuje się na 577. miejscu pod względem liczby ludności, natomiast pod względem powierzchni na miejscu 382.).